# Orectolobus halei
Orectolobus halei là một loài cá mập thảm trong họ Orectolobidae, được tìm thấy ở miền nam Úc từ Southport, Queensland và vịnh Na Uy, Tây Úc.
O. halei là rất giống với O. ornatus, đã được coi như là đồng nghĩa cho đến năm 2006. Mặc dù vậy, bằng chứng di truyền cho thấy O. halei liên quan chặt chẽ hơn O. maculatus có cùng vùng phân bố, hơn là với O. ornatus thường ở phía Bắc.
Loài này phát triển đến chiều dài tối đa là 2,9 m, trong khi O. ornatus chỉ đạt 1,17 mét
Loài cá này noãn thai sinh.